# Cantonul Prunelli-di-Fiumorbo
Cantonul Prunelli-di-Fiumorbo este un canton din arondismentul Corte, departamentul Haute-Corse, regiunea Corsica, Franța.

## Comune
| Comune                 | Populație (1999) | Cod poștal | Cod INSEE |
| ---------------------- | ---------------- | ---------- | --------- |
| Isolaccio-di-Fiumorbo  | 333              | 20240      | 2B135     |
| Prunelli-di-Fiumorbo   | 2 943            | 20243      | 2B251     |
| Serra-di-Fiumorbo      | 256              | 20240      | 2B277     |
| Solaro                 | 583              | 20240      | 2B283     |
| Ventiseri              | 2 023            | 20240      | 2B342     |
| San-Gavino-di-Fiumorbo | 209              | 20240      | 2B365     |
| Chisa                  | 97               | 20240      | 2B366     |